# Книга рекордів Гіннеса

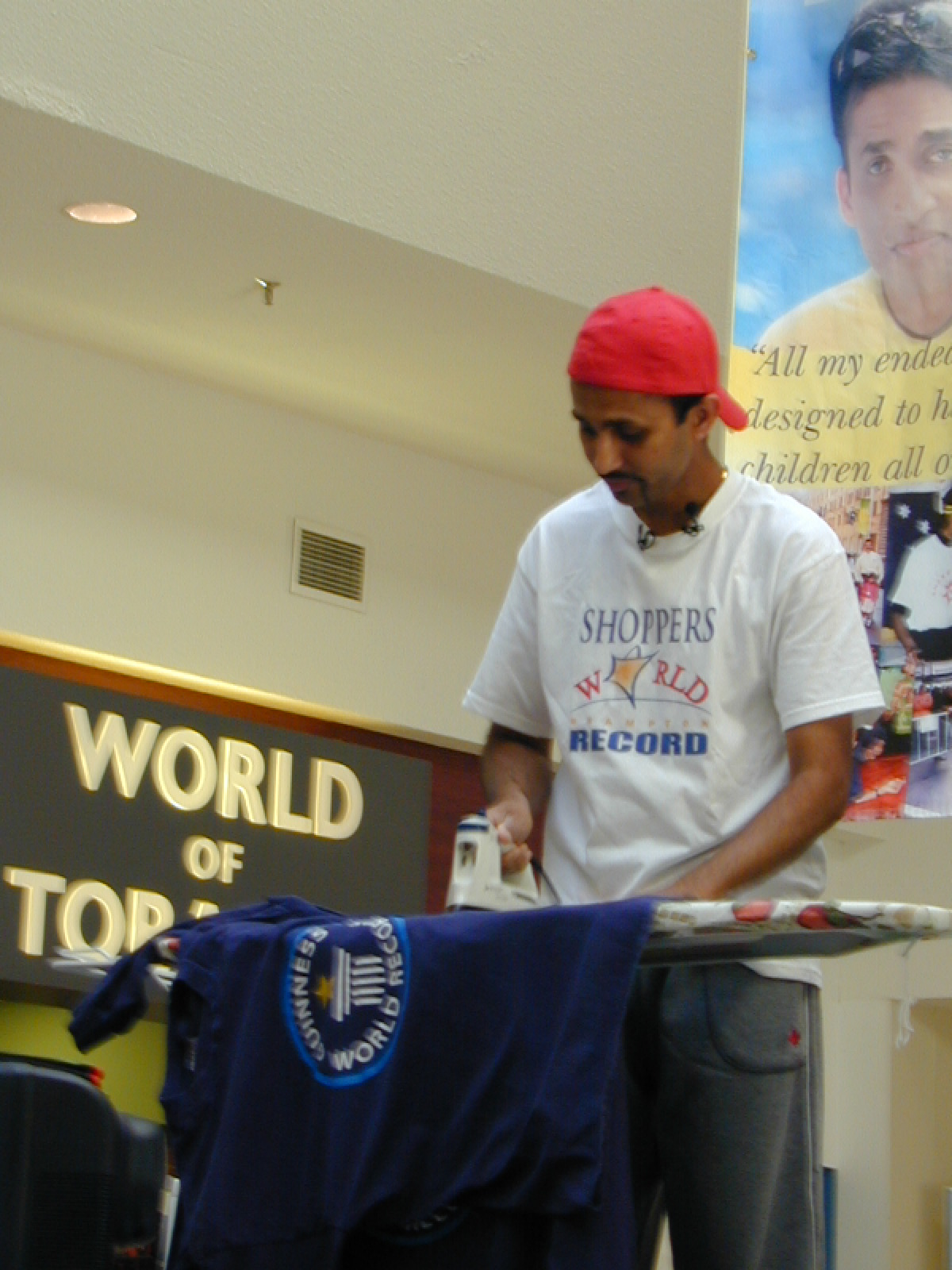
Суреш Хоачім, кілька хвилин після побиття світового рекорду з прасування протягом 55 годин та 5 хвилин, у «Світі Покупців» у Брамптоні.

«Світові́ реко́рди Гі́ннеса» (до 2000: «Кни́га реко́рдів Гі́ннеса»; попередні видання у США:  «Кни́га світови́х реко́рдів Гі́ннеса») — довідник, який виходить щорічно та містить всесвітньо визнану колекцію світових рекордів, як людських досягнень, так і екстремальних фактів природи. Тепер «Книга рекордів Гіннеса» є виданням з найбільшим накладом із усіх книжок (за винятком Біблії), захищених копірайтом — факт, який відзначено записом у Книзі рекордів Гіннеса. 1 жовтня 2013 року загальний тираж екземплярів, проданих із 1955 року, склав більше 130 млн копій.

## Початок
Перше видання було опубліковане 27 серпня 1955 року. Започатковано броварнею Гіннес (Guinness) після суперечки між керівним директором броварні Х'ю Бівером та його друзями-мисливцями про найшвидші види європейської дичини. Ця справа була розслідувана Россом та Норісом Маквіртером, братами-близнюками, які були відомими Британськими атлетами та журналістами, і володіли в той час агентством з розслідування фактів у Лондоні. Коли книга, що тоді називалась «Книга надзвичайного Гіннеса», стала несподіваним хітом, було надруковано багато наступних видань, зрештою прийшли до правила друкувати нову ревізію щороку в жовтні якраз до різдвяного розпродажу. Маквіртери продовжували видавати її та споріднені їй книги багато років. Росс був вбитий Ірландською республіканською армією у 1975 році. Норіс мав енциклопедичну пам'ять — у телевізійному серіалі Б'ючи рекорди, базованому на книзі, він приймав питання від дітей щодо різноманітних світових рекордів та зазвичай міг дати правильну відповідь.

## Еволюція
Останні видання фокусуються на рекордах встановлених людьми. Змагання бувають доволі різноманітними — від очевидних, таких як підняття ваги до більш розважальних, таких як найдальше метання яйця чи число хот-догів, що може бути з'їдено за 10 хвилин — хоч змагання зі швидкісної їжі більше не допускаються, напевне через острах судових процесів. Крім рекордів у змаганнях вона містить такі факти, як висота найвищої людини (Роберта Першинга Вадлоу), найважча пухлина, найсмішніший автомобіль, найотруйніша рослина, найдовший язик собаки, найкоротша річка річка Рое), найдовша театральна драма (Дороговказне світло) та найуспішніший продавець у світі (Джо Джірард, який продав 13 001 автомобілів у салоні Шевроле в Детройті, штат Мічиган, від 1963 до 1978 року).

## Етичні питання
Кілька світових рекордів, що раз потрапили до Книги Гіннеса були вилучені з етичних міркувань. Публікуючи світові рекорди в якій-небудь категорії, Книга Гіннеса може підбивати інших намагатись побити цей рекорд, навіть за рахунок свого здоров'я та безпеки. Наприклад, внаслідок публікації про «найтовстішого кота», багато власників котів вивели своїх улюбленців за межі того, що може вважатись здоров'ям. Аналогічно, інші рекорди, пов'язані з небезпечними трюками, часто не публікуються. Наприклад ті, що пов'язані з пірнанням на час. Інші рекорди, такі як ковтання мечів, були закриті для подальших записів, тому що сучасні носії рекордів виконували це за межею безпеки.

## Музеї
Останніми роками Компанія Гіннес дозволила ліцензування малих музеїв на право виставляти експозиції, базовані на книзі. Тепер (в 2005) всі у містах популярних для туристів: Серфістський рай, Копенгаген, Сан-Франциско, Сан-Антоніо, Ніагарський водоспад, Голлівуд та Гатлінбург (у Тенессі). Якщо деякі експозиції грандіозні, як статуя найвищого та найнижчого з людей, чи відео або записи побиття рекордів, то більша частина інформації виставлена у вигляді тексту та фотографій.

## Ресурси Інтернет
- Guinness World Records [Архівовано 24 лютого 2011 у Wayback Machine.], офіційний сайт книги